# Reichsrat (Alemania)
El Reichsrat fue uno de los dos cuerpos legislativos de Alemania durante la República de Weimar (1919-1933), el otro fue el Reichstag.
El Reichsrat estaba formado por miembros designados por los estados alemanes y participaba en la legislación que afectaba a todos los cambios constitucionales y las competencias estatales, mientras que el Reichstag era el cuerpo legislativo que se ocupaba de estos asuntos y de todos los demás asuntos y era elegido por el pueblo. En otras palabras, el Reichsrat funcionaba de manera similar a una cámara alta parlamentaria, como la Cámara de los Lores en el Reino Unido, aunque la Constitución de Weimar no especificaba específicamente un parlamento bicameral. El Reichsrat fue el cuerpo sucesor del Bundesrat del Imperio Alemán (1867-1918), que fue un proceso más formalizado cámara alta.

## Historia
El Bundesrat había sido el cuerpo central del Estado federal alemán fundado en 1867 como la Confederación Alemana del Norte y en 1871 se convirtió en el Imperio alemán. Como este estado federal comprendía los diversos reinos alemanes, principados y ciudades libres bajo el liderazgo del Rey de Prusia, el Bundesrat comprendía a los delegados de los diversos estados. Prusia envió a casi la mitad de los representantes, siendo el estado más grande con diferencia, por lo que podría bloquear casi cualquier decisión. Además, las reuniones del Bundesrat fueron encabezadas por el canciller alemán designado por el emperador, que generalmente era idéntico al primer ministro prusiano. El Bundesrat era una institución muy poderosa, ya que se necesitaba su consentimiento para cualquier legislación. También antes de que los secretarios del canciller ganaran prominencia en la década de 1890, el Bundesrat junto con el canciller formaron efectivamente el gobierno federal.
La Constitución de Weimar, al menos de jure, restringió los derechos de los diversos estados y los poderes de su representación. El Reichsrat no tuvo influencia en el gobierno federal. Se podría vetar la del  Reichstag facturas a menos que el Reichstag anuló el veto por mayoría de dos tercios. Para reducir el poder del gobierno del estado prusiano en la cámara, la constitución de Weimar ordenó explícitamente que la mitad de la delegación prusiana fuera nombrada por los diversos parlamentos provinciales del estado, por lo tanto, en contraste con el Bundesrat, el Reichsrat no era una cámara que representaba solo Estados alemanes. Sin embargo, de facto, el Reichsrat siguió siendo muy poderoso, ya que el Reichstag se dividió en muchos partidos y se disolvió con frecuencia. En efecto, los proyectos de ley vetados por el Reichsrat rara vez se convirtieron en ley. 
Después de que Hitler llegó al poder en 1933, la política de Gleichschaltung puso fin al Reichsrat. La "Ley de Reconstrucción del Reich", aprobada el 30 de enero de 1934, transfirió los poderes de los estados al Reich, haciendo que el Reichsrat fuera impotente. Se puede argumentar que esto violó la Ley habilitante, que estipula que las leyes aprobadas bajo su autoridad no pueden afectar las instituciones de ninguna de las cámaras. Dos semanas después, otra ley aprobada el 14 de febrero abolió formalmente el Reichsrat por completo. Esto viola indiscutiblemente la Ley de Habilitación, que protegió explícitamente la existencia de ambas cámaras. En este momento, sin embargo, los nacionalsocialistas se habían convertido en ley en sí mismos, y estas acciones nunca fueron impugnadas en los tribunales. 
Después de la Segunda Guerra Mundial, cuando se fundó la República Federal de Alemania, la representación del estado nuevamente se llamó Bundesrat y nuevamente se volvió más poderosa que el Reichsrat pero no tan poderosa como el Bundesrat del Imperio alemán. El estado prusiano fue abolido por completo. 
El número de votos en el Reichsrat, por estado: 
|                       | 1919-08-15 | 1920-05-01 | 1921-07-14 | 1926-05-15 | 1929-04-01 |
| --------------------- | ---------- | ---------- | ---------- | ---------- | ---------- |
| Prusia                | 25         | 22         | 26         | 27         | 26         |
| Baviera               | 7          | 7          | 10         | 11         | 11         |
| Sajonia               | 5          | 5          | 7          | 7          | 7          |
| Württemberg           | 3          | 3          | 4          | 4          | 4          |
| Baden                 | 3          | 3          | 3          | 3          | 3          |
| Hesse                 | 2          | 2          | 2          | 2          | 2          |
| Turingia              | 7          | 2          | 2          | 2          | 2          |
| Hamburgo              | 1          | 1          | 2          | 2          | 2          |
| Mecklemburgo-Schwerin | 1          | 1          | 1          | 1          | 1          |
| Oldenburg             | 1          | 1          | 1          | 1          | 1          |
| Brunswick             | 1          | 1          | 1          | 1          | 1          |
| Anhalt                | 1          | 1          | 1          | 1          | 1          |
| Bremen                | 1          | 1          | 1          | 1          | 1          |
| Lippe                 | 1          | 1          | 1          | 1          | 1          |
| Lübeck                | 1          | 1          | 1          | 1          | 1          |
| Mecklemburgo-Strelitz | 1          | 1          | 1          | 1          | 1          |
| Waldeck               | 1          | 1          | 1          | 1          | -          |
| Schaumburg-Lippe      | 1          | 1          | 1          | 1          | 1          |
| En total              | 63         | 55         | 66         | 68         | 66         |